# Dicyphus tinctus
Dicyphus tinctus är en insektsart som beskrevs av Knight 1943. Dicyphus tinctus ingår i släktet Dicyphus och familjen ängsskinnbaggar. Inga underarter finns listade i Catalogue of Life.